# راشویل (آیوا)
راشویل (به انگلیسی: Rushville) یک منطقهٔ مسکونی در ایالات متحده آمریکا است که در شهرستان جاسپر، آیووا واقع شده‌است. راشویل ۲۸۹٫۸۷ متر بالاتر از سطح دریا واقع شده‌است.